# Славянский кубок (автомобильное ралли)
Ра́лли «Славя́нский ку́бок» — проводившееся в 2010–2012 годах раллийное соревнование. Проходило на территории Белоруссии, в Браславском районе Витебской области близ латвийской границы.

## Описание
Ралли проводилось два дня, общая дистанция составляла 300–400 км, а длина спецучастков — около 120 км. Покрытие трассы состояло преимущественно из гравия и грунта, но присутствовали и незначительные асфальтовые отрезки. В турнире принимали участие спортсмены из Белоруссии, России, Литвы, Украины, Швеции, Эстонии.

## История
Первая гонка была проведена в 2010 году, носила статус международного соревнования и была занесена в календарь FIA. В рамках Славянского Кубка прошёл один из этапов белорусского раллийного чемпионата и выездной этап Открытого Чемпионата России по ралли.
В 2011 году раллийная гонка проводилась как международная гонка, второй этап серии Braslav Rally Challenge  и один из этапов Открытого чемпионата России по ралли.
В 2012 году гонка проводилась как третий этап Открытого чемпионата России по ралли и первый этап Открытого чемпионата Белоруссии по ралли.

## Результаты
| Год  | Пилот и штурман                        | Автомобиль               | Отчёт |
| ---- | -------------------------------------- | ------------------------ | ----- |
| 2010 | Патрик Флодин Эмиль Аксельссон         | Subaru Impreza           | Отчёт |
| 2011 | Дмитрий Тагиров Анна Завершинская      | Mitsubishi Lancer Evo IX | Отчёт |
| 2012 | Станислав Травников Константин Самушия | Mitsubishi Lancer Evo IX | Отчёт |